# Финал Лиги чемпионов УЕФА среди женщин 2021
Финал Лиги чемпионов УЕФА среди женщин 2021 — финальный матч Лиги чемпионов УЕФА среди женщин 2020/21 годов, 20-го сезона самого престижного клубного футбольного турнира под эгидой УЕФА, и 12-го сезона после переименования Кубка УЕФА среди женщин в Лигу чемпионов УЕФА среди женщин. Матч состоялся 16 мая 2021 года в Гётеборге на стадионе «Гамла Уллеви», между английским футбольным клубом «Челси» (для которого это был первый финал Лиги чемпионов) и испанским футбольным клубом «Барселона» (для которого это был второй финал Лиги чемпионов). В силу ограничений шведского правительства матч прошел без зрителей, а потому билеты на него не продавались.
«Барселона» одержала победу в матче со счетом 4:0 и таким образом завоевала первый титул победителя Лиги чемпионов в своей истории. Выиграв в финале, «Барселона» стала первым клубом, чьи мужская и женская команды становились победителями Лиги чемпионов. Каталонский клуб стал восьмым победителем в истории турнира и первым из Испании.
Финальный матч стал также одним из элементов празднеств по случаю 400-летия основания Гётеборга.

## Команды
В данной таблице финалы до 2009 года были проведены в эпоху Кубка УЕФА среди женщин, а с 2010 года — в эпоху Лиги чемпионов УЕФА среди женщин.
| Команда   | Предыдущие финалы (победы выделены) |
| --------- | ----------------------------------- |
| Челси     | Не участвовала                      |
| Барселона | 1 (2019)                            |

Ни «Челси», ни «Барселона» в прошлом не побеждали в турнире. При этом клуб, который победит в финале, станет первым, кто выиграл мужскую и женскую Лигу чемпионов. «Челси» сыграет в финале впервые. «Барселона» добиралась до решающего матча в 2019 году, когда в Будапеште со счетом 1:4 уступила «Лиону». 
В 2019 году «Барселона» стала первым финалистом турнира из Испании. «Челси» — второй финалист турнира из Англии. В 2007 году трофей завоевал «Арсенал».

## Место проведения
Приём заявок на проведение финальных матчей Лиги чемпионов и Лиги Европы среди женских футбольных команд в 2021 году начался 28 сентября 2018 года. Согласно регламенту УЕФА до 28 октября 2018 года футбольные ассоциации должны были выразить интерес к проведению финальных матчей в своей стране, а заявочное досье должно было быть направлено в УЕФА не позднее 15 февраля 2019 года.
1 ноября 2018 года УЕФА было объявлено, что две ассоциации выразили интерес к проведению финального матча Лиги чемпионов, направив в УЕФА декларации о заинтересованности. Местом проведения финала чешской и шведской ассоциациями были предложены «ЭДЕН Арена» и «Гамла Уллеви» соответственно.
| Страна | Стадион        | Город    | Вместимость |
| ------ | -------------- | -------- | ----------- |
| Чехия  | «ЭДЕН Арена»   | Прага    | 19.370      |
| Швеция | «Гамла Уллеви» | Гётеборг | 16.600      |

Футбольная ассоциация Чехии выразила заинтересованность в назначении стадиона «ЭДЕН Арена» в Праге, но в конечном итоге не подала заявку. Решение по месту проведения финала Лиги чемпионов УЕФА среди женщин 2021 года на «Гамла Уллеви» было принято 29 мая 2019 года на встрече Исполкома УЕФА в Баку.

## Выбор стадиона

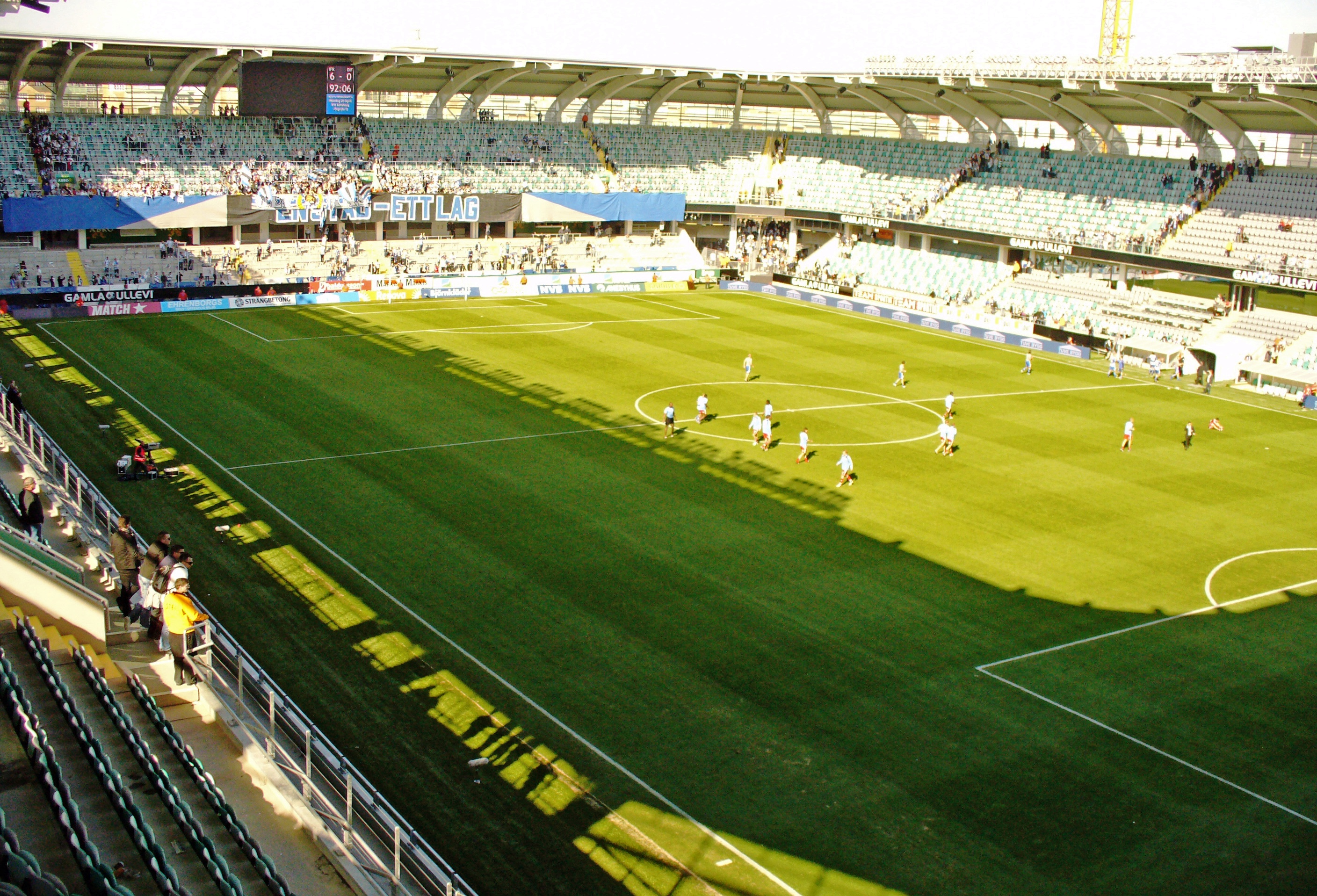
Стадиона «Гамла Уллеви» в Гётеборге

«Гамла Уллеви» находится неподалёку от стадиона «Уллеви», который принимал несколько финалов Кубка УЕФА и Кубка кубков. Арена была открыта в 2009 году на месте старого стадиона с аналогичным названием.
Это первый финал клубных турниров УЕФА, который пройдет на стадионе «Гамла Уллеви», и первый, который пройдет в Гётеборге после финала Кубка УЕФА 2004 года, прошедшего на «Ниа Уллеви». На стадионе ранее проходили матчи финальных стадий чемпионата Европы среди женщин 2013 и чемпионата Европы среди молодёжных команд 2009. Стадион «Гамла Уллеви» вместимостью на 18 тыс. зрителей, является домашним для женской сборной Швеции и шведских футбольных клубов ГАИС, «Гётеборг» и «Эргрюте».
Швеция впервые примет финал женской Лиги чемпионов, но финалы женского Кубка УЕФА, которые игрались в формате спаренных матчей, здесь проводились пять раз. Трижды — в 2003, 2007 и 2008 годах — первые матчи игрались на «Гаммлиаваллен», домашней арене «Умео». В 2004 году «Умео» принимал «Франкфурт» на стадионе «Росунда» в Стокгольме. Годом позже «Юргорден» сыграл с «Турбине» на столичном «Олимпийском».
Финальный матч является одним из элементов празднеств по случаю 400-летия основания Гётеборга.

## Путь к финалу
Примечание: Первым указано количество голов, забитых участником финала (д: домашний матч; г: матч на выезде; н: матч на нейтральном поле).
| Челси           | Челси | Челси    | Челси    | Раунд         | Барселона       | Барселона | Барселона | Барселона |
| --------------- | ----- | -------- | -------- | ------------- | --------------- | --------- | --------- | --------- |
| Соперник        | Итог  | 1-й матч | 2-й матч | Плей-офф      | Соперник        | Итог      | 1-й матч  | 2-й матч  |
| Бенфика         | 8:0   | 5:0 (г)  | 3:0 (д)  | 1/32 финала   | ПСВ             | 8:2       | 4:1 (г)   | 4:1 (д)   |
| Атлетико Мадрид | 3:1   | 2:0 (д)  | 1:1 (г)  | 1/16 финала   | Фортуна Йёрринг | 9:0       | 4:0 (д)   | 5:0 (г)   |
| Вольфсбург      | 5:1   | 2:1 (д)  | 3:0 (г)  | Четвертьфинал | Манчестер Сити  | 4:2       | 3:0 (д)   | 1:2 (г)   |
| Бавария         | 5:3   | 1:2 (г)  | 4:1 (д)  | Полуфинал     | Пари Сен-Жермен | 3:2       | 1:1 (г)   | 2:1 (д)   |

### «Челси»
«Челси» (чемпион Англии 2020 года) начал розыгрыш Лиги чемпионов УЕФА сезона 2020/21 сразу со стадии 1/16 финала. На этом этапе команда прошла португальский клуб «Бенфику» с общим счётом 8:0 (на выезде 5:0 и 3:0 дома).

### «Барселона»
В сезоне 2020/21 розыгрыша Лиги чемпионов УЕФА «Барселона» (чемпион Испании 2020 года) начала выступления с 1/16 финала. В первом матче этой стадии команда на выезде обыграла дебютанта турнира ПСВ (4:1) и в ответном поединке дома победила с тем же счётом 4:1 (общий счёт — 8:2), а Лике Мартенс в свой день рождения отметилась дублем.

## Организация матча

### Посол
Послом финала была назначена Лотта Шелин, лучший снайпер за всю историю сборной Швеции и трехкратный победитель женской Лиги чемпионов УЕФА в составе «Лиона».

### Бригада арбитров
4 мая 2021 года судейский комитет УЕФА объявил, что главным арбитром финала женской Лиги чемпионов УЕФА 2020/21 с участием «Челси» и «Барселоны» назначена Рием Хуссейн из Германии. Для 40-летней судьи, обслуживающей международные матчи с 2009 года, это будет первый финал женской Лиги чемпионов в качестве главного рефери. В 2017 году она была четвертым арбитром на финале в Кардиффе с участием «Лиона» и «Пари Сен-Жермен». С ней будут работать соотечественница Катрин Рафальски и Сара Телек из Австрии в качестве помощниц рефери. Каталин Кульчар из Венгрии назначена четвертым рефери, а Юлия Магнуссон из Швеции будет резервной ассистенткой рефери. Бастиан Данкерт и Кристиан Дингерт (оба из Германии) будут работать в качестве видеопомощника арбитра (VAR) и помощника VAR, соответственно.

### Билеты
В силу ограничений шведского правительства матч решили провести без зрителей, а потому билеты не него не продавались.

### Освещение матча
Благодаря партнерам УЕФА в сфере вещания финал женской Лиги чемпионов УЕФА с участием «Челси» и «Барселоны» доступен для просмотра по всему миру. На многих территориях финал запланирован транслироваться в прямом эфире на UEFA.tv. Видеообзор матча будет доступен с полуночи по твоему времени.

### События до матча
«Челси» подошли к финалу в оптимальном составе, имея лишь одного травмированного игрока Марен Мьельде (правый защитник). У «Барселоны» из-за дисквалификации отсутствует защитник Андреа Перейра. Кроме этого полузажитник Алексия Путельяс в субботу 15 мая тренировалась индивидуально, а Асисат Ошоала лишь недавно восстановилась после операции на стопе.
В чемпионате Испании «Барселона» избежала очковых потерь и завоевала золотые медали за восемь туров до финиша. 8 мая 2021 года «Челси» в заключительном туре обыграл «Рединг» (5:0) и стал чемпионом Англии, обойдя на 2 очка «Арсенал».

## Отчёт о матче

### Обзор
«Челси» впервые вышел на игру в новом домашнем комплекте формы синего цвета (представленной 13 мая), а «Барселона» — в своем традиционном розовом гостевом.
«Барселона» активно начала матч, открыв счет уже на первой минуте после автогола Мелани Лойпольц. К 21-й минуте каталонская команда вела с крупным счетом. Капитан сине-гранатовых Алексия Путельяс реализовала пенальти, который заработала Дженнифер Эрмосо — на ней сфолила в собственной штрафной та же Лойпольц. Ну а затем с паса Путельяс отличилась Айтана Бонмати. До конца тайма на 36-й минуте успела забить и Каролине Грэм-Хансен. Семь футболисток «Барселоны», вышедших на поле с первых минут, были в основном составе команды и в финале 2019 года против «Лиона». Защите «Челси» сложно было уследить за Эрмосо, проводящая успешный сезон Бонмати добавляла остроты из глубины, а Грэм-Хансен активно действовала на левом фланге их обороны. Чемпионкам Англии сложно было противостоять продуманным атаками испанок.
Полузащитник «Барселоны» Айтана Бонмати была признана Лучшим игроком финала женской Лиги чемпионов УЕФА.

### Детали
Номинальный «хозяин» встречи (для административных целей) был определён дополнительной жеребьевкой сразу после жеребьевки четвертьфинала и полуфинала 12 марта 2021 года в 12:00 (CET) в штаб-квартире УЕФА, расположенной в Ньоне (Швейцария).
| «Челси» | 0:4     | «Барселона»                                                               |
| ------- | ------- | ------------------------------------------------------------------------- |
|         | (отчёт) | - Лойпольц 1′ (авт.) - Алексия 14′ (пен.) - Бонмати 21′ - Грэм-Хансен 36′ |

| «Челси» | «Барселона» |

|                 |    |                    |     |
|                 |    |                    |     |
| ВР              | 30 | Анн-Катрин Бергер  |     |
| ПЗ              | 7  | Джессика Картер    |     |
| ЦЗ              | 4  | Милли Брайт        |     |
| ЦЗ              | 16 | Магдалена Эрикссон |     |
| ЛЗ              | 21 | Нив Чарльз         |     |
| ЦП              | 8  | Мелани Лойпольц    | 46' |
| ЦП              | 5  | Софи Ингл          | 38' |
| ЦП              | 10 | Чи Союн            | 73' |
| ПН              | 14 | Фран Кирби         |     |
| ЦН              | 23 | Пернилле Хардер    |     |
| ЛН              | 20 | Сэм Керр           | 73' |
| Замены:         |    |                    |     |
| ВР              | 1  | Зечира Мушович     |     |
| ВР              | 28 | Карли Телфорд      |     |
| ЗЩ              | 3  | Ханна Бланделл     |     |
| ЗЩ              | 25 | Юнна Андерссон     |     |
| ЗЩ              | 29 | Джорджа Фокс       |     |
| ПЗ              | 11 | Гуро Рейтен        | 46' |
| ПЗ              | 17 | Джесси Флеминг     |     |
| ПЗ              | 24 | Дрю Спенс          |     |
| НП              | 9  | Бетани Ингленд     | 46' |
| НП              | 22 | Эрин Катберт       | 46' |
| НП              | 33 | Агнес Бивер-Джонс  |     |
| Главный тренер: |    |                    |     |
| Эмма Хейз       |    |                    |     |

| ВР              | 1  | Сандра Паньос          |     |     |
| ПЗ              | 8  | Марта Торрехон         | 82' |     |
| ЦЗ              | 12 | Патрисия Гихарро       |     |     |
| ЦЗ              | 4  | Мария Пилар Леон       |     |     |
| ЛЗ              | 15 | Лейла Уааби            | 69' | 82' |
| ПЗ              | 14 | Айтана Бонмати         |     |     |
| ПЗ              | 10 | Хейра Амрауи           |     |     |
| ПЗ              | 11 | Алексия Путельяс       | 71' |     |
| ПН              | 16 | Каролине Грэм-Хансен   | 62' |     |
| ЦН              | 7  | Дженнифер Эрмосо       | 71' |     |
| ЛН              | 22 | Лике Мартенс           |     |     |
| Замены:         |    |                        |     |     |
| ВР              | 13 | Ката Коль              |     |     |
| ВР              | 25 | Джемма Фонт            |     |     |
| ЗЩ              | 3  | Лайя Кодина            |     |     |
| ЗЩ              | 5  | Мелани Серрано         | 82' |     |
| ЗЩ              | 18 | Ана-Мария Црногорчевич | 82' |     |
| ЗЩ              | 23 | Хана Фернандес         |     |     |
| ПЗ              | 6  | Викки Лосада           | 71' |     |
| НП              | 9  | Мариона Кальдентей     | 62' |     |
| НП              | 20 | Асисат Ошоала          | 71' |     |
| НП              | 24 | Бруна Виламата         |     |     |
| Главный тренер: |    |                        |     |     |
| Льюис Кортес    |    |                        |     |     |

| Игрок матча: Айтана Бонмати (Барселона) Помощницы рефери: Катрин Рафальски Сара Телек Четвертый рефери: Каталин Кульчар Резервная помощница рефери: Юлия Магнуссон VAR: Бастиан Данкерт Помощник VAR: Кристиан Дингерт | Регламент матча: - 90 минут основного времени. - 30 минут овертайма в случае необходимости. - Послематчевые пенальти в случае необходимости. - Двенадцать запасных с каждой стороны. - Максимум пять замен, шестая допускается только в дополнительное время. |

## Итоги матча
«Барселона» прервала пятилетнюю гегемонию «Лиона» и впервые в истории выиграла женскую Лигу чемпионов. Выиграв в финале, «Барселона» стала первым клубом, который выиграл и мужскую, и женскую Лигу чемпионов. Каталонский клуб стал восьмым победителем в истории турнира (за 20 лет). «Барселона» стала первым клубом Испании, выигравший трофей. Ранее Лигу чемпионов УЕФА среди женщин выигрывали лишь представители Англии, Франции, Германии и Швеции.
Также «Барселона» одержала самую крупную победу в финале с момента образования Лиги чемпионов в сезоне 2009/10.
Автогол Мелани Лойпольц стал самым быстрый гол в этом розыгрыше Лиги чемпионов сезона 2020/21. Нападающий сборной Нигерии Асисат Ошоала стала первой африканской футболисткой, выигравшей Лигу чемпионов, а футболистка «Челси» Чи Союн стала первой представительницей Южной Кореи, сыгравшей в финале. Каролине Грэм-Хансен стала второй представительницей Норвегии, забившей в финале: у ее соотечественницы Ады Хегерберг пять голов в четырех финалах.

## Реакция
Главный тренер «Барселоны» Льюис Кортес: «Мы начали в полную силу, полными уверенности в себе. Не ощущали никакого дополнительного напряжения. Финалы созданы для того, чтобы в них побеждать, и мы это сделали. Мы написали историю, и сегодня вместе с нами празднует весь женский футбол Испании. Наш замысел — доминировать в европейском футболе. Сегодня и, может быть, завтра отпразднуем победу, а потом начнем строить новые планы».
Главный тренер Челси Эмма Хейз: «Мы — второй клуб в Европе. Это шаг в нужном направлении. Я делала все, что могла, но когда проигрываешь 3:0 из-за собственных ошибок, это тяжело. Игрокам будет тяжело это осмыслить».